# Rashid III bin Humaid Al Nuaimi
Rashid bin Humaid Al Nuaimi (in arabo راشد بن حميد النعيمي‎?; Ajman, 1902 – Emirati Arabi Uniti, 6 settembre 1981), è stato emiro di  Ajman dal 1928 al 1981. Nel 1967 istituì il corpo di polizia dell'emirato.
| Controllo di autorità | VIAF (EN) 305306940 · ISNI (EN) 0000 0004 1887 3790 · LCCN (EN) n2013028184 · GND (DE) 1042255369 · BNE (ES) XX5326805 (data) · BNF (FR) cb16733460h (data) |